# Queen Mary 2

Сравнение размеров Queen Mary 2 с «Титаником», самолётом Airbus A-380, автобусом, автомобилем и человеком

RMS Queen Mary 2  (рус. Королева Мэри 2) — океанский лайнер, флагман британской судоходной компании Cunard Line. Принадлежит по праву собственности компании Carnival Corporation & plc. Введён в эксплуатацию 12 января 2004 года. На момент спуска на воду являлся самым большим пассажирским судном в мире. Часть года используется как единственное судно на традиционной трансатлантической линии Саутгемптон — Нью-Йорк; в остальное время — как круизное судно по всему миру.
Сегодня это единственное крупное судно с обозначением RMS (royal mail ship, то есть «королевское почтовое судно»). Во времена расцвета трансатлантического судоходства этот статус имели самые быстроходные и надёжные лайнеры, перевозившие почту по контракту с почтовой службой Великобритании (Royal Mail).

## История судна
О строительстве нового океанского лайнера компания Cunard Line объявила 8 июня 1998 года. Предполагалось использовать судно на трансатлантической линии Саутгемптон — Нью-Йорк, а также для круизов. Тендер на строительство лайнера выиграла французская верфь концерна STX Europe, и 6 ноября 2000 года был подписан договор на строительство судна.
Лайнер строился на верфи Chantiers de l’Atlantique в Сен-Назере, где были также построены лайнеры «Иль де Франс» (Ile de France), «Нормандия» (Normandie), «Франс» (France). Разрезка металла началась 16 января 2002 года. Киль судна под строительным номером G32 был заложен в Louis Joubert Lock 4 июля 2002 года, спуск на воду состоялся 21 марта 2003 года. Ходовые испытания судна начались 11 сентября 2003 года. 15 ноября 2003 года, когда лайнер находился на судоверфи, произошло обрушение трапа, в результате чего погибло 16 человек и 32 получили тяжёлые ранения.
Приёмо-сдаточный акт был подписан 22 декабря 2003 года. Из-за празднования Рождества и Нового года церемонию крещения перенесли на 8 января 2004 года. Крёстной матерью судна является королева Великобритании Елизавета II. В ходе церемонии судно было названо в честь лайнера RMS Queen Mary, который в свою очередь был назван в честь королевы Марии Текской, супруги короля Великобритании Георга V. 12 января 2004 года судно отправилось в свой первый рейс с 2620 пассажирами на борту под началом бывшего капитана Queen Elizabeth 2 Рональда Уорвика (Ronald Warwick) из Саутгемптона в Порт Эверглейдс (Флорида).
В 2007 г. лайнер совершил кругосветное путешествие, стартовав 10 января из Форт-Лодердейла (Флорида, США) и финишировав там же через 81 день. На борту было почти 500 пассажиров, части из которых пришлось доплатить за кругосветное плавание дополнительно к билету 100 000 долларов. Это событие зафиксировано в Книге рекордов Гиннесса как кругосветное плавание самого большого пассажирского судна.
Изначально портом приписки был Саутгемптон. Ввиду плохого финансового состояния компании в период мирового экономического кризиса с 1 декабря 2011 года сменился порт приписки судна. Им стал Гамильтон, столица британской заморской территории Бермудские Острова. В то время как на круизном судне Artania поднимается флаг этой территории, на RMS Queen Mary 2 по умолчанию развевается то синий, то красный флаг Великобритании, а зачастую флаг на корме отсутствует.

## Интерьеры
В оформлении интерьеров судна использованы дорогие материалы в расчёте на взыскательную публику:

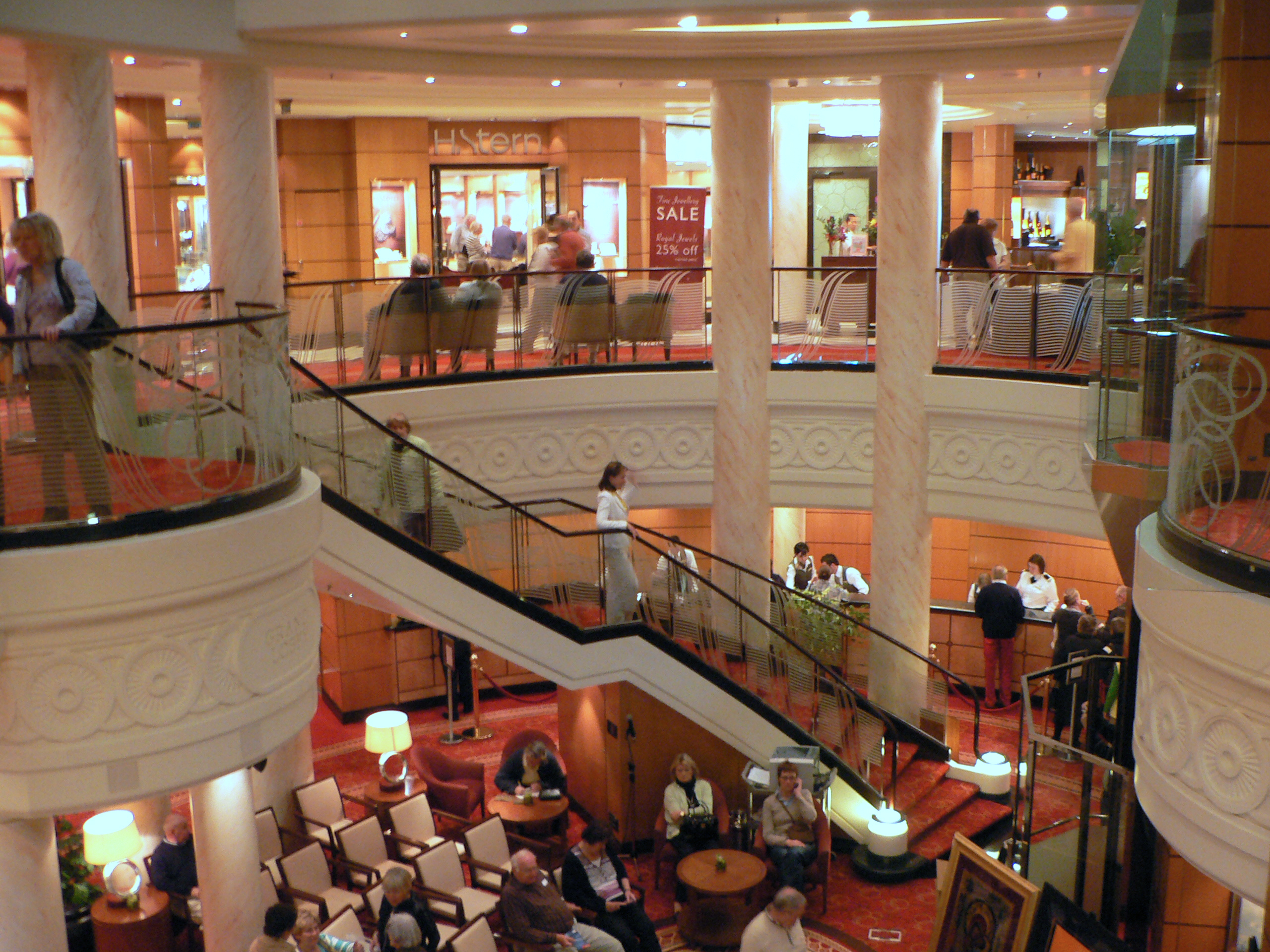
Большой вестибюль
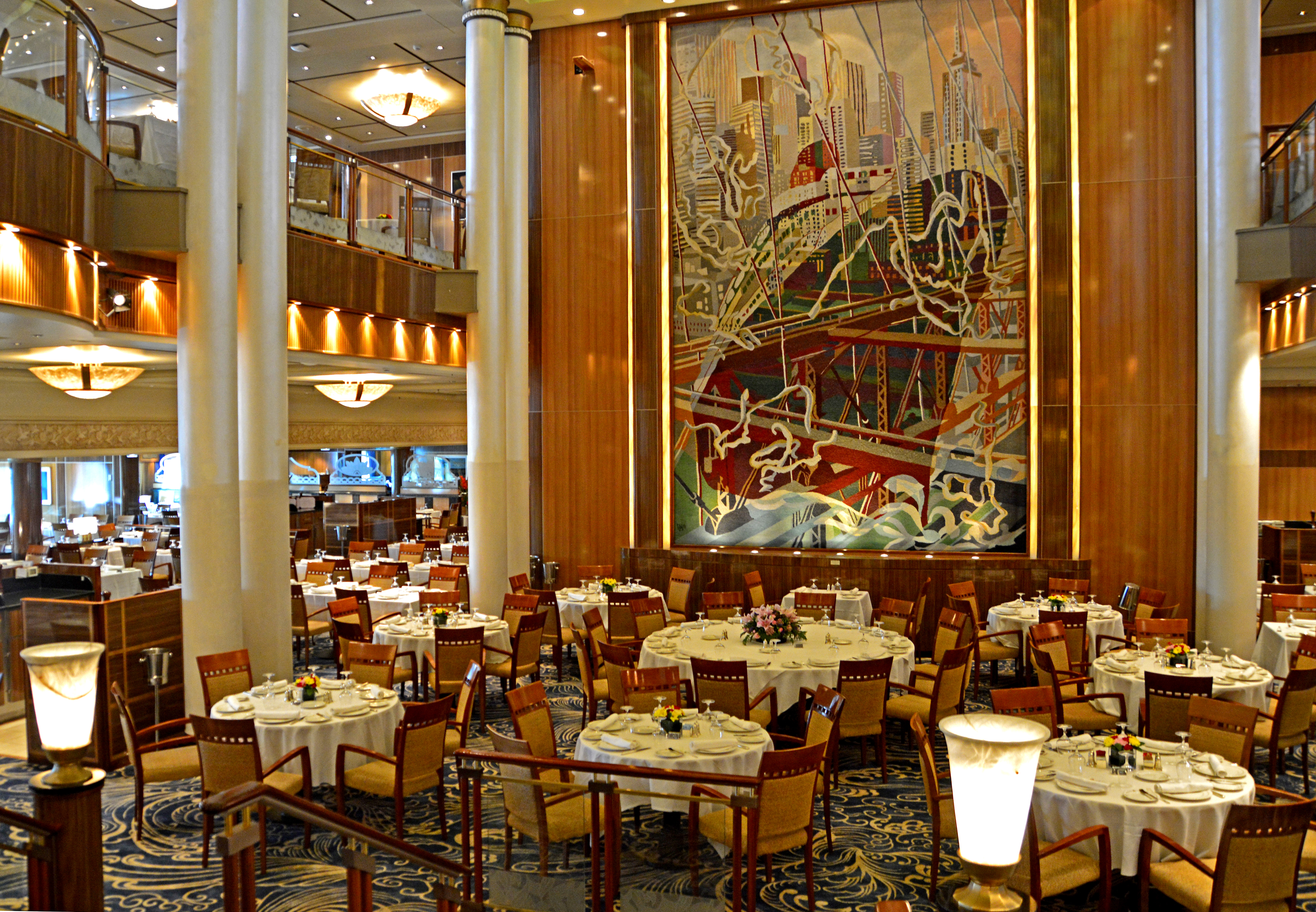
Ресторан «Британия»
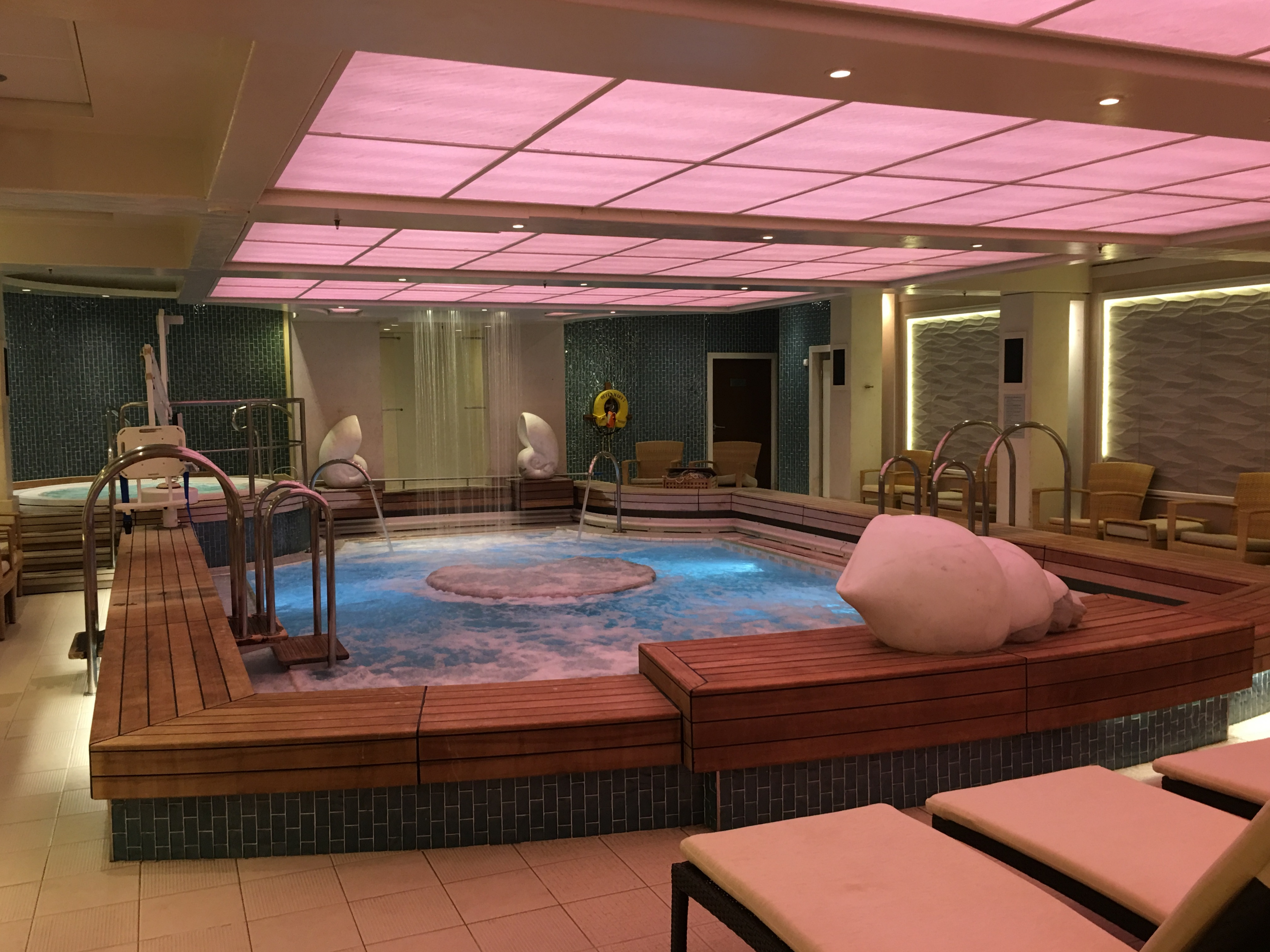
Спа
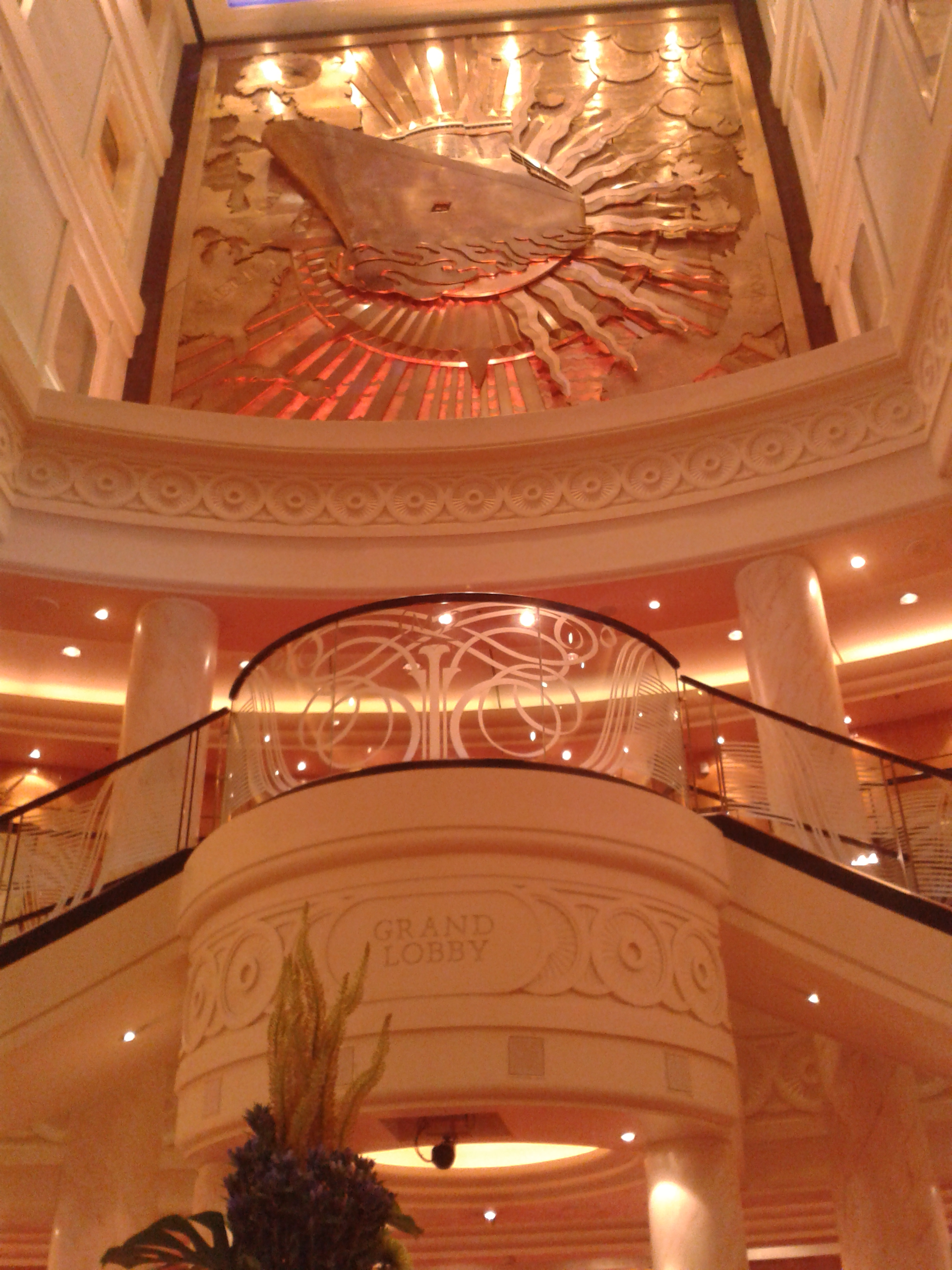
Атриум
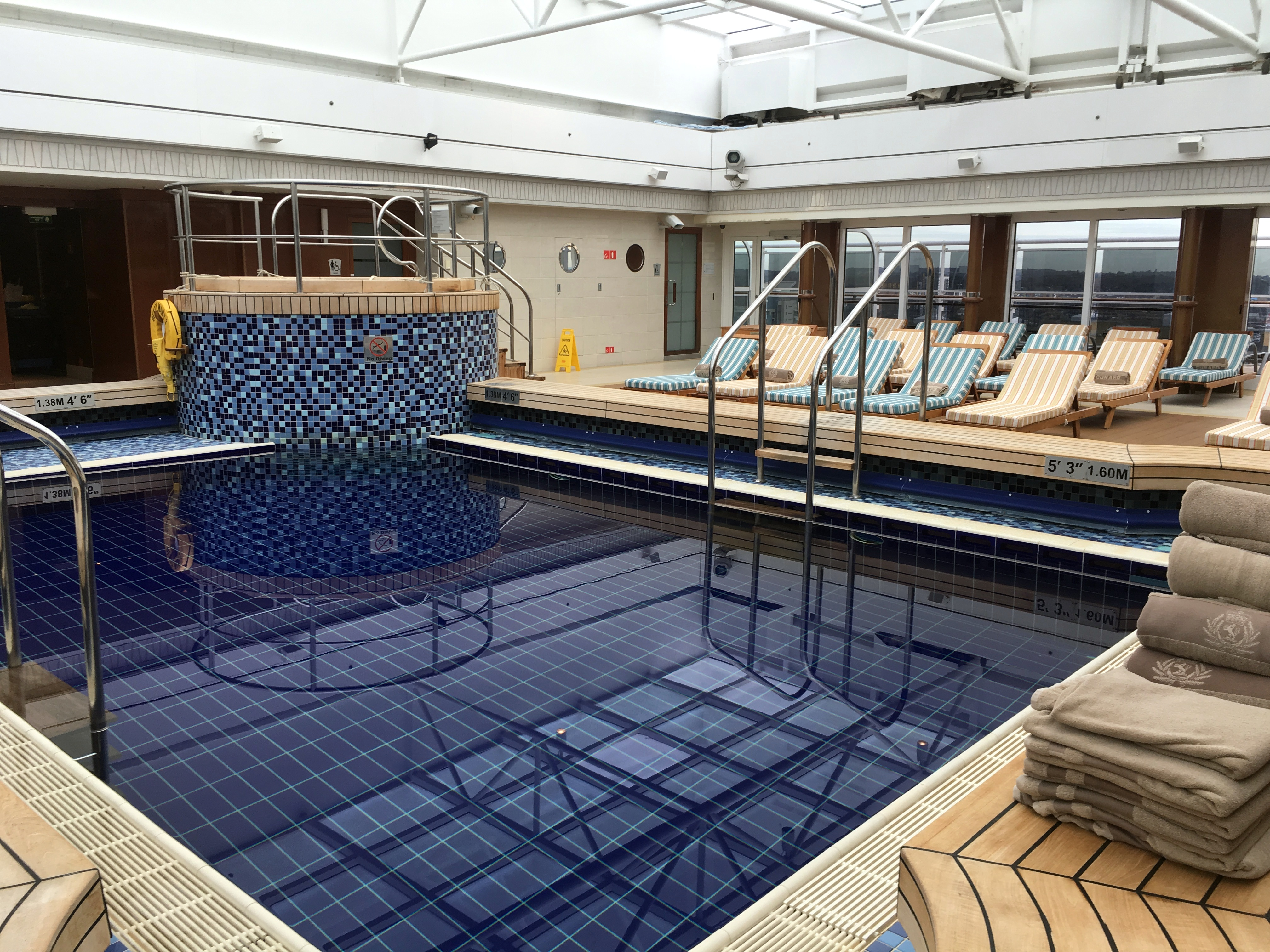
Бассейн
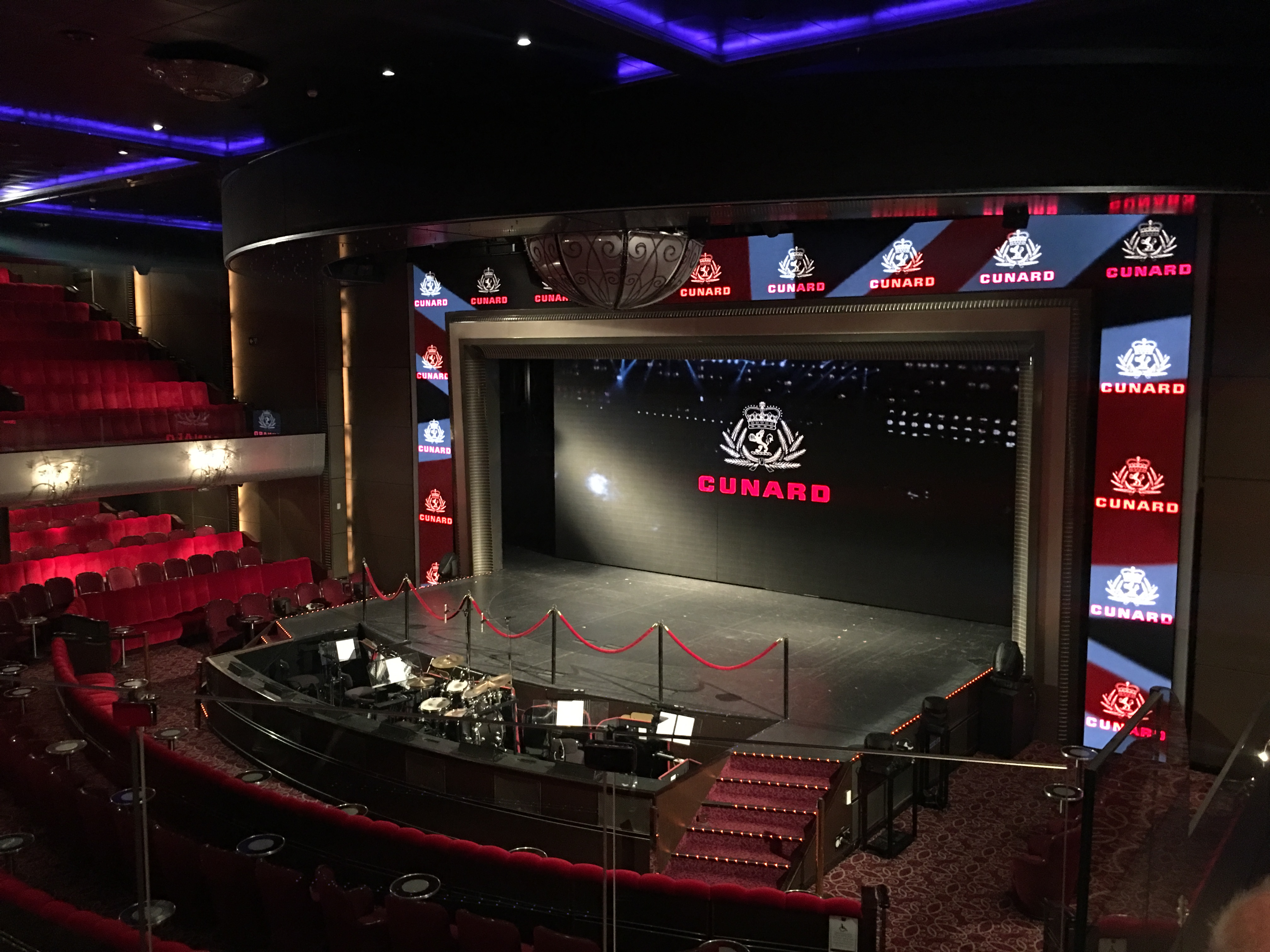
Театр
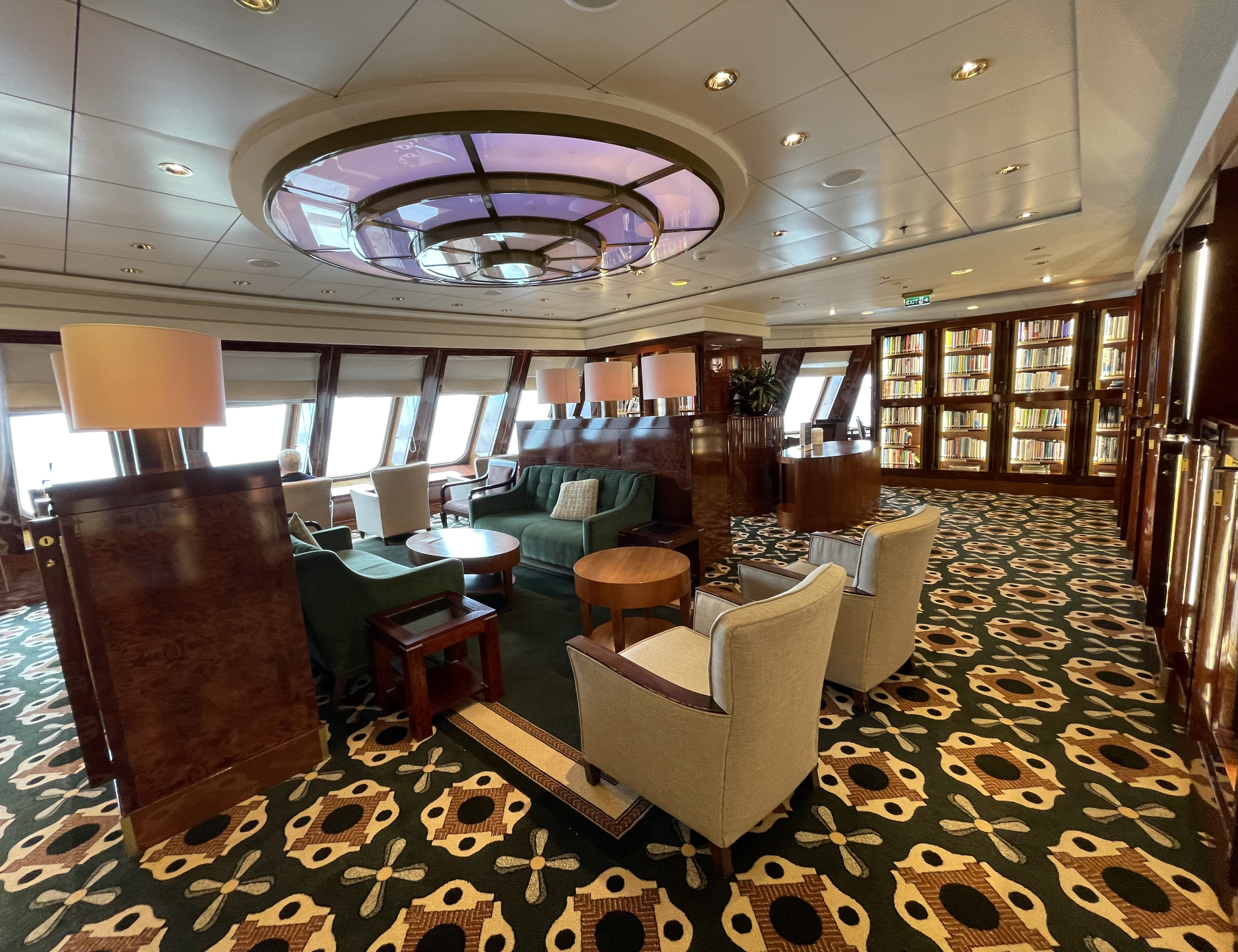
Судовая библиотека
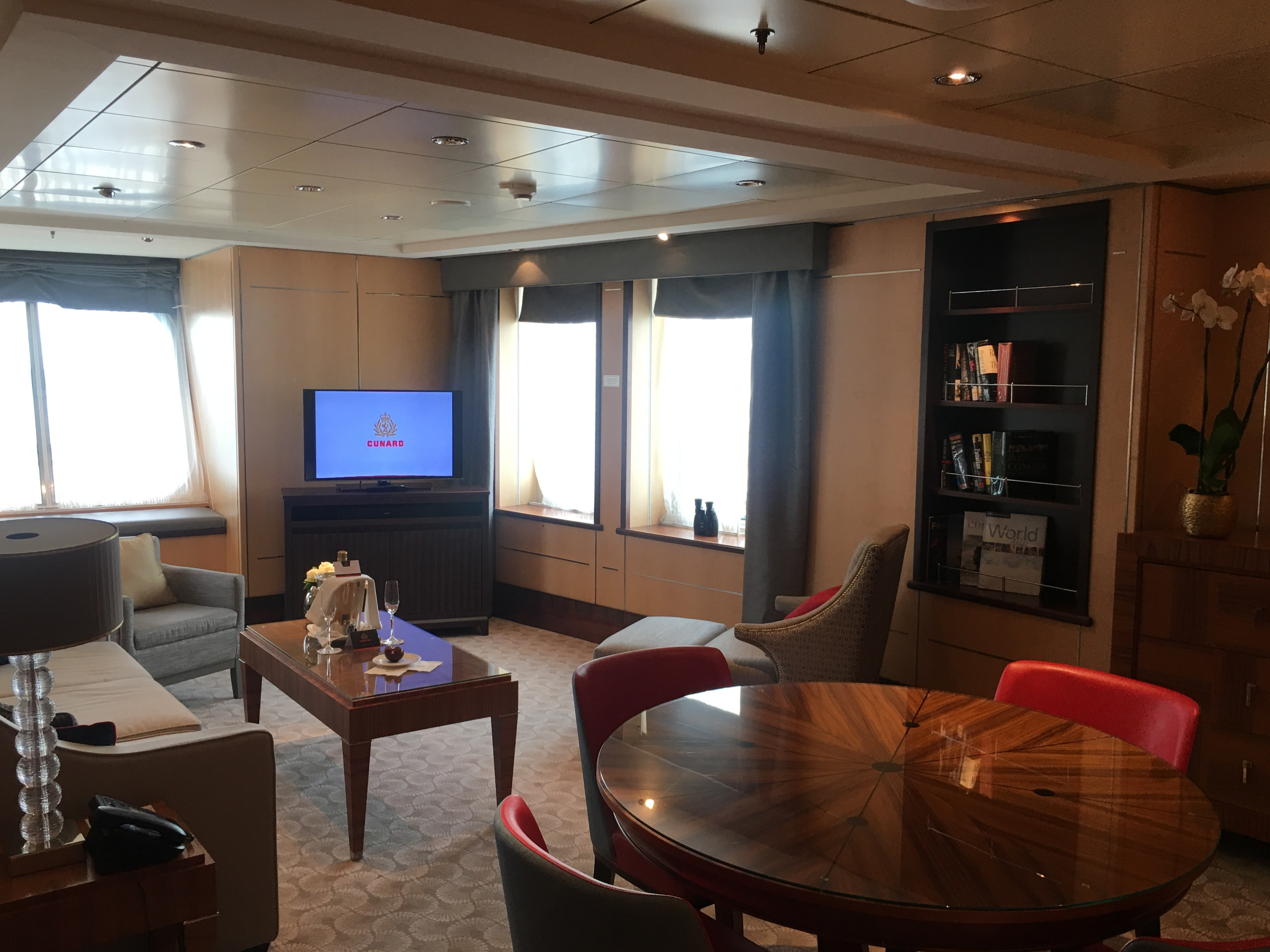
Одна из кают

## Технические характеристики
Судно оснащено двумя подвижными и двумя фиксированными электродвигателями типа Azipod мощностью 21,5 МВт. Имеет три маневровых носовых винта, 4 дизель-генератора  и 2 парогазовые установки (турбины), котлы которых вырабатывают пар за счёт тепла газовых турбин. Общая зарегистрированная мощность силовой установки — 157 000 л. с.